# Рене Мантоя
Рене Мантоя (на английски: Renee Montoya) е един от измислените персонажи от филмите и комиксите за Батман. Подобно на Харли Куин е създадена за сериала, но постепенно се появява в комиксите на компанията ДиСи (DC Comics). Тя е полицай и е асистенка на детектив Харви Бълок. В Батман: Анимационният сериал се озвучава от Ингрид Олиу (1992-1994) и от Лиан Шриман. В Новите приключения на Батман се озвучава от Лиан Шриман. Появя се в Готъм Момичета и във филма Рицарят на Готъм.